# Carlos Reinoso (Fußballspieler, 1970)
Carlos Alfredo Reinoso Arriagada (* 8. Juli 1970 in Mexiko-Stadt), in einigen Datenbanken auch als Carlos Reynoso geführt, ist ein ehemaliger mexikanischer Fußballspieler, der vorwiegend im Mittelfeld agierte. Er ist ein Sohn des gleichnamigen chilenischen Fußballspielers Carlos Reinoso, der in den 1970er Jahren bei Mexikos Topverein América unter Vertrag stand.

## Laufbahn

### Spieler
In einem am 22. November 1991 ausgetragenen Spiel beim Club Necaxa kam Reinoso für die UANL Tigres zu seinem ersten Einsatz in der mexikanischen Primera División.
Zwischen 1993 und 1997 stand er bei den Toros Neza unter Vertrag, mit denen er im Sommerturnier 1997 die Finalspiele um die Meisterschaft erreichte, die gegen den seinerzeitigen mexikanischen Rekordmeister Chivas Guadalajara verloren wurden.
Seine letzte Spielzeit in der höchsten mexikanischen Spielklasse absolvierte Reinoso im anschließenden Winterturnier 1997 (Hinrundenturnier der Saison 1997/98) in Diensten des Puebla FC.

### Trainer
Nach seiner aktiven Laufbahn begann Reinoso eine Trainertätigkeit, die er 2003 als Assistent seines Vaters beim León FC begann. Auch bei seinen folgenden Stationen (Club San Luis und Tecos U.A.G.) assistierte er seinem Vater. Zwischen 2009 und 2011 war er Assistent des ehemaligen mexikanischen Nationalspielers Cristóbal Ortega beim Zweitligisten Albinegros de Orizaba.
Nachdem er jahrelang als Assistenztrainer tätig gewesen war, übernahm er 2013 erstmals die Rolle eines Cheftrainers, als er kurzzeitig die U-15-Mannschaft des CF La Piedad trainierte. 2014 war er, ebenfalls nur für kurze Zeit, hauptamtlich für den Drittligisten Reynosa FC verantwortlich.
Außerdem assistierte er noch zweimal seinem Vater: 2011 kurzzeitig beim Club América sowie seit 2014 bei den Tiburones Rojos Veracruz.